# ×Calammophila
×Calammophila là một chi thực vật có hoa trong họ Hòa thảo (Poaceae).

## Loài
Chi × Calammophila gồm các loài: